# Asturská hymna
Hymna Asturie, jednoho ze španělských autonomních společenství, je píseň Asturias, patria querida. Existuje ve dvou jazykových verzích: kastilské a asturské.

## Kastilská verze
Asturias, Patria querida,
Asturias de mis amores;
¡quién estuviera en Asturias
en todas las ocasiones!
Tengo que subir al árbol,
tengo que coger la flor,
y dársela a mi morena
que la ponga en el balcón,
Que la ponga en el balcón,
que la deje de poner,
tengo que subir al árbol
y la flor he de coger.

## Asturská verze
Asturies, patria querida,
Asturies, de mios amores
¡Ai, quién tuviera n' Asturies
en toes les ocasiones!
Tengo de subir al árbol,
tengo de coyer la flor
y da-yla a la mio morena,
que la ponga nel balcón.
Que la ponga nel balcón
que la dexe de poner,
tengo de subir al árbol
y la flor tengo coyer